# Ricardo Juarez
Ricardo Juarez, detto Rocky (Houston, 15 aprile 1980), è un ex pugile statunitense.

## Palmarès

### Olimpiadi
- 1 medaglia:
  - 1 argento (Sydney 2000 nei pesi piuma)

### Mondiali dilettanti
- 1 medaglia:
  - 1 oro (Houston 1999 nei pesi piuma)